# Chwajensk (osiedle)
Chwajensk (biał. Хваенск; ros. Хвоенск, Chwojensk) – osiedle na Białorusi, w obwodzie homelskim, w rejonie żytkowickim, w sielsowiecie Ozierany.
Z trzech stron otoczony jest przez Prypecki Park Narodowy.